# جورجينيو جيمس
جورجينيو جيمس (بالإنجليزية: Jorginho James)‏ هو لاعب كرة قدم جامايكي في مركز الوسط، ولد في 7 يوليو 1994. شارك مع منتخب جامايكا تحت 20 سنة لكرة القدم ومنتخب جامايكا لكرة القدم. أما مع النوادي، فقد لعب مع نادي هاربور فيو.

## وصلات خارجية
- جورجينيو جيمس على موقع قاعدة بيانات كرة القدم.إي يو (الإنجليزية)
- جورجينيو جيمس على موقع ناشيونال فوتبول تيمز (الإنجليزية)
- جورجينيو جيمس على موقع Soccerway.com (الإنجليزية)